# Межевський район
Межевський район (рос. Межевской район) — адміністративно-територіальна одиниця (район) та муніципальне утворення (муніципальний район) на північному сході Костромської області Росії.
Адміністративний центр — село Георгієвське.

## Історія
Межевський район утворено у січні 1929 року за постановою Президії ВЦВК від 8 жовтня 1928 року «Про районування Костромської губернії» та увійшов до складу Нижньогородського краю. 
До жовтня 1928 року територія нинішнього Межевського району була у складі Кологривського повіту Костромської губернії. Межевський район був складений з Межевської, Верхньо-Межівської волостей, Петушихської сільради Ухтубузької волості, Високівської та Чуфарихинської сільрад Паломської волості Кологривського повіту.

## Населення
| 2002  | 2008  | 2009  | 2010  | 2011  | 2012  | 2013  |
| ----- | ----- | ----- | ----- | ----- | ----- | ----- |
| 5851  | ↘5241 | ↘5163 | ↘4461 | ↘4424 | ↘4287 | ↘4119 |
| 2014  | 2015  | 2016  | 2017  | 2018  | 2019  | 2020  |
| ↘4006 | ↘3889 | ↘3767 | ↘3689 | ↘3602 | ↘3506 | ↘3376 |